# 서구식 식사

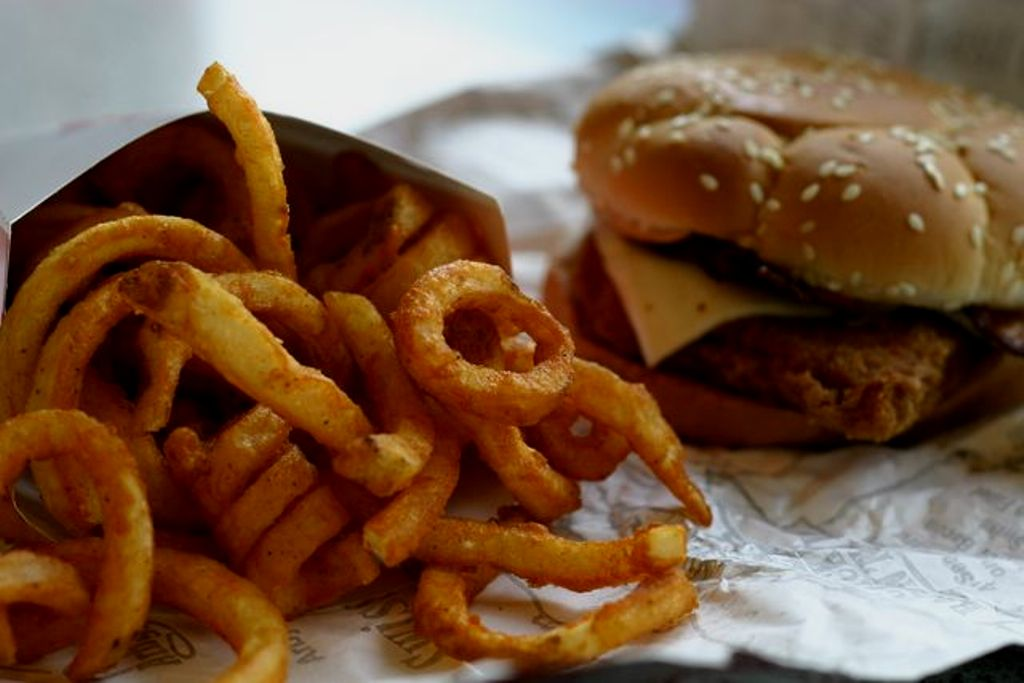
패스트 푸드는 표준적인 미국식 식단에서 소비되는 음식의 전형적인 예이다. 이러한 식단은 부분적으로 신석기 혁명과 이후 산업 혁명에 따른 근본적인 생활 방식의 변화로 인해 생겨났다.

서구식 식사(西歐式食事, 영어: western pattern diet)은 일반적으로 미리 포장된 식품, 정제된 곡물, 붉은 고기, 가공육, 청량 음료, 사탕 및 과자, 튀긴 음식, 산업적으로 생산된 동물성 제품, 버터 및 기타 고지방 유제품, 달걀, 감자, 옥수수(및 고과당 옥수수 시럽)를 많이 섭취하고 과일, 채소, 통곡물, 목초지에서 자란 동물성 제품, 생선, 견과류, 씨앗을 적게 섭취하는 것이 특징인 현대식 식생활 패턴이다. 서구식 식생활(西歐式食生活), 서구식 식단(西歐式食單), 서구식 식습관(西歐式食習慣), 서구식 식이(西歐式食餌)라고도 한다.
식이 패턴 분석은 개별 식품이나 영양소보다는 전반적인 식단(지중해식 식사 등)에 중점을 둔다. "과일, 야채, 통곡물, 가금류"의 비율이 높은 "신중한 패턴 식이"에 비해 서구식 식생활은 심혈관계 질환 및 비만을 초래할 위험이 더 높다.

## 같이 보기
- 간편식
- 지중해식 식사

## 더 읽을거리
- Levenstein, Harvey A., 1938- (1988). 《Revolution at the Table: The Transformation of the American Diet》. New York. ISBN 0195043650. OCLC 16464971..  About the changes in dietary advice and eating patterns between 1880 and 1930.